# Sea Dogs de Saint-Jean
Les Sea Dogs de Saint-Jean sont une équipe de hockey sur glace du Canada. Ils évoluent dans la Ligue de hockey junior Maritimes Québec, division de la Ligue canadienne de hockey. Ils ont fait leurs débuts en 2005 en tant qu'équipe d'expansion. Les Sea Dogs jouent leurs matchs locaux au TD Station, à Saint-Jean au Nouveau-Brunswick. Après avoir remporté la saison 2010-2011, ils mettent la main sur la Coupe Memorial 2011.

## Historique

### Les premières saisons difficiles
L'équipe fait ses débuts dans la Ligue de hockey junior majeur du Québec en tant qu'équipe d'expansion en 2005 et reçoit le premier choix au total lors de la séance de repêchage de 2005. Ils choisissent le défenseur Alex Grant. La première saison des Sea Dogs est désastreuse alors qu'ils terminent avec seulement quinze victoires et quarante-sept défaites et seulement trente-huit points ; malgré ces résultats, l'équipe n'est pas la pire de la ligue puisqu'ils comptent quinze points d'avance sur l'Océanic de Rimouski. L'équipe manque tout de même les séries éliminatoires alors que Felix Schütz est le meilleur pointeur de la formation avec trente-et-une réalisations et il est sélectionné dans l'équipe des recrues de la LJHMQ. Christian La Rue, l'entraîneur de l'équipe, fait les frais de cette saison et il est remplacé lors de l'entre-saison par Jacques Beaulieu, ancien entraîneur-adjoint avec les Knights de London.
Lors du repêchage 2006, les Sea Dogs choisissent une nouvelle fois en premier et ils sélectionnent un nouveau défenseur en la personne de Yann Sauvé ; l'équipe termine une nouvelle fois sa saison à la dernière place de sa division, mais cette fois, ils sont même derniers de toute la LHJMQ. T.J. Brennan, joueur recrue de l'équipe est mis en avant par la ligue en recevant le trophée Raymond-Lagacé de la meilleure recrue défensive. En mars, Beaulieu est nommé directeur général de l'équipe en plus d'être son entraîneur.
Pour une troisième saison d'affilée, les Sea Dogs repêchent une nouvelle fois au premier rang en 2007 et ils font venir un nouveau défenseur Simon Després. Au cours de la saison 2007-2008, l'équipe se classe à la deuxième place de la division de l'Est. Lors des séries, les joueurs de Saint-Jean viennent à bout du Rocket de l'Île-du-Prince-Édouard en quatre rencontres en première ronde puis du Titan d'Acadie-Bathurst en six rencontres lors du deuxième tour ; ils chutent néanmoins en demi-finale de la Coupe du président en quatre rencontres contre les champions de la saison régulière, les Huskies de Rouyn-Noranda. En juin 2008, Beaulieu est mis en avant par la LHJMQ en recevant le trophée Maurice-Filion du meilleur directeur général de la ligue
Lors de la  saison suivante, la LHJMQ change de format et met en place quatre divisions de quatre à six équipes ; les Sea Dogs rejoignent la division Maritime dans laquelle ils finissent à la troisième place du classement. Qualifiés pour les séries, les joueurs de Saint-Jean sont éliminés dès la première ronde en perdant en quatre rencontres contre les Screaming Eagles du Cap-Breton. Jacques Beaulieu fait les frais de cette élimination précoce et est renvoyé.

### En finale des séries
En 2009-2010, les Sea Dogs de Saint-Jean finissent la saison régulière avec cent-neuf points, le meilleur total de l'ensemble de la ligue et remportent alors le trophée Jean-Rougeau en tant que meilleure équipe mais également le trophée Robert-Lebel en tant qu'équipe ayant concédé le moins de buts. Ils accèdent ensuite à la finale de la Coupe du Président en éliminant tour à tour le Rocket de l'Île-du-Prince-Édouard, les Olympiques de Gatineau puis les Tigres de Victoriaville mais perdent cette finale 4-2 contre les Wildcats de Moncton. Gerard Gallant, le nouvel entraîneur de l'équipe, reçoit le trophée Ron-Lapointe du meilleur entraîneur du circuit alors que l'attaquant Mike Hoffman reçoit plusieurs trophées de la ligue : il est ainsi nommé meilleur joueur et remporte le trophée Michel-Brière allant avec ainsi que le trophée Frank-J.-Selke pour son état sportif.
La LHJMQ change une nouvelle fois de format en 2010-2011 avec seulement trois divisions de six équipes. Les Sea Dogs terminent une nouvelle fois en tête de la ligue junior avec cette année cent-dix-neuf points. En plus des trophées Jean-Rougeau et Robert-Lebel, l'équipe met également la main sur le trophée Luc-Robitaille en tant qu'équipe ayant inscrit le plus de but de la saison. Les joueurs de Saint-Jean passent une nouvelle fois tous les tours des séries pour accéder à la finale de la Coupe du président, finale qu'ils remportent 4-2 contre les Olympiques de Gatineau. Jonathan Huberdeau est nommé meilleur joueur des séries et remporte le trophée Guy-Lafleur alors que Jacob De Serres est nommé meilleur gardien avec le trophée Jacques-Plante et Després meilleur défenseur avec le trophée Émile-Bouchard ; Gallant reçoit une nouvelle fois le trophée du meilleur entraîneur.
Ils accèdent ainsi pour la première fois de leur histoire à la Coupe Memorial qui se joue entre les meilleures équipes de la Ligue canadienne de hockey. Cette édition 2011 est présentée du 20 au 29 mai à Mississauga et accueille, en plus des Sea Dogs, l'Attack d'Owen Sound de la Ligue de hockey de l'Ontario, l'Ice de Kootenay de la Ligue de hockey de l'Ouest et enfin les St. Michael's Majors de Mississauga, autre équipe de la LHO, et hôtes du tournoi. Les Sea Dogs remportent deux des trois matchs de la première phase, ne concédant qu'une défaite en prolongation contre Kootenay et sont directement qualifiés pour la finale de la Coupe Memorial. Ils y rencontrent les joueurs locaux qu'ils battent 3-1 par des buts de Després, Zack Phillips et Huberdeau. Ce dernier est nommé meilleur joueur du tournoi et se voit remettre le trophée Stafford-Smythe ; Nathan Beaulieu et Huberdeau sont nommés dans l'équipe type du tournoi

## Statistiques
| Saison    | PJ | V  | D  | DP | DTB | % V  | BP  | BC  | Pts | Classement                    | Séries éliminatoires               |
| --------- | -- | -- | -- | -- | --- | ---- | --- | --- | --- | ----------------------------- | ---------------------------------- |
| 2005-2006 | 70 | 15 | 47 | 2  | 6   | 27,1 | 174 | 325 | 38  | 8e de la division Est         | Non qualifiés                      |
| 2006-2007 | 70 | 20 | 47 | 1  | 2   | 30,7 | 209 | 337 | 43  | 8e de la division Est         | Non qualifiés                      |
| 2007-2008 | 70 | 41 | 22 | 4  | 3   | 63,6 | 265 | 238 | 89  | 2e de la division Est         | Éliminés au 3e tour                |
| 2008-2009 | 68 | 34 | 30 | 2  | 2   | 52,9 | 222 | 232 | 72  | 3e de la division Atlantique  | Éliminés au 1er tour               |
| 2009-2010 | 68 | 53 | 12 | 1  | 2   | 77,9 | 309 | 187 | 109 | 1er de la division Atlantique | Finalistes                         |
| 2010-2011 | 68 | 58 | 7  | 1  | 2   | 87,5 | 324 | 165 | 119 | 1er de la division Maritimes  | Vainqueur de la Coupe du président |
| 2011-2012 | 68 | 50 | 15 | 0  | 3   | 75,7 | 298 | 180 | 103 | 1er de la division Maritimes  | Vainqueur de la Coupe du président |
| 2012-2013 | 68 | 23 | 44 | 1  | 0   | 34,6 | 173 | 271 | 47  | 5e de la division Maritimes   | Éliminés au 1er tour               |
| 2013-2014 | 68 | 19 | 44 | 2  | 3   | 31,6 | 165 | 255 | 43  | 6e de la division Maritimes   | Non qualifiés                      |
| 2014-2015 | 68 | 32 | 26 | 4  | 6   | 54,4 | 237 | 241 | 74  | 3e de la division Maritimes   | Éliminés au 1er tour               |
| 2015-2016 | 68 | 42 | 20 | 6  | 0   | 66,2 | 258 | 222 | 90  | 1er de la division Maritimes  | Éliminés au 3e tour                |
| 2016-2017 | 68 | 48 | 14 | 5  | 1   | 75   | 287 | 180 | 102 | 1er de la division Maritimes  | Vainqueur de la Coupe du président |
| 2017-2018 | 68 | 14 | 43 | 9  | 2   | 28,7 | 181 | 301 | 39  | 6e de la division Maritimes   | Non qualifiés                      |
| 2018-2019 | 68 | 13 | 49 | 2  | 4   | 23,5 | 169 | 364 | 32  | 5e de la division Maritimes   | Non qualifiés                      |
| 2019-2020 | 64 | 30 | 33 | 1  | 0   |      | 226 | 280 | 61  | 4e dans la division Maritimes | Séries annulées (Covid-19)         |
| 2020-2021 | 33 | 15 | 14 | 3  | 1   | 51,5 | 138 | 36  | 34  | 4e dans la division Maritimes | Éliminés en tour de qualification  |
| 2021-2022 | 68 | 47 | 17 | 1  | 3   | 72,1 | 311 | 201 | 98  | 2e dans la division Maritimes | Éliminés au 1er tour               |
| 2022-2023 | 68 | 24 | 38 | 5  | 1   | 39,7 | 233 | 318 | 54  | 5e dans la division Maritimes | Éliminés au 1er tour               |
| 2023-2024 | 68 | 20 | 39 | 5  | 4   | 36   | 185 | 293 | 49  | 6e dans la division Maritimes | Éliminés au 1er tour               |

## Identité de l'équipe

### Les logotypes

De 2005 à 2025.
Depuis 2025.

## Personnalités de l'équipe

### Entraîneurs
- 2005-2006 : Christian La Rue
- 2006-2007 : Jacques Beaulieu et Dwayne Blais
- 2007 à 2009 : Jacques Beaulieu
- 2009 à 2012 : Gerard Gallant
- 2012-2013 : Mike Kelly et Ross Yates

### Personnalités de l'équipe récompensées
- 2006-2007 :
  - T.J. Brennan reçoit le trophée Raymond-Lagacé de la recrue défensive
  - Christopher DiDomenico est sélectionné dans l'équipe des recrues
- 2007-2008 :
  - Jacques Beaulieu reçoit le trophée Maurice-Filion du dirigeant de l'année
  - Simon Després est sélectionné dans l'équipe des recrues
- 2008-2009 : Payton Liske reçoit le trophée Marcel-Robert en tant que joueur combinant les meilleurs résultats sportifs et scolaires
- 2009-2010 :
  - Gerard Gallant reçoit le trophée Ron-Lapointe en tant que meilleur entraîneur
  - Mike Hoffman reçoit le trophée Michel-Brière en tant que meilleur joueur et le trophée Frank-J.-Selke pour son état sportif
  - Hoffman est élu dans la première équipe d'étoiles alors que Nick Petersen est sélectionné dans la seconde et Stanislav Galiev dans celle des recrues
- 2010-2011
  - Simon Després reçoit le trophée Émile-Bouchard du meilleur défenseur
  - Jacob De Serres reçoit le trophée Jacques-Plante du meilleur gardien de but
  - Jonathan Huberdeau est nommé meilleur joueur des séries et reçoit le trophée Guy-Lafleur
  - Després est nommé dans la première équipe d'étoiles de la LHJMQ
  - Mike Kelly reçoit le trophée Maurice-Filion
  - Gallant reçoit le trophée Ron-Lapointe
- Coupe Memorial 2011
  - Huberdeau reçoit le trophée Stafford-Smythe du meilleur joueur du tournoi
  - Nathan Beaulieu et Huberdeau sont élus dans l'équipe type du tournoi
- 2011-2012
  - Mathieu Corbeil-Thériault reçoit le trophée Jacques-Plante
  - Charlie Coyle est nommé meilleur joueur des séries en recevant le trophée Guy-Lafleur
  - Jonathan Huberdeau est considéré personnalité de l'année et reçoit le trophée Paul-Dumont
  - Corbeil-Thériault, Huberdeau et Nathan Beaulieu sont nommés dans la deuxième équipe d'étoiles de la LHJMQ
- Coupe Memorial 2012
  - Zack Phillips reçoit le trophée George-Parsons du meilleur esprit sportif du tournoi